# Enric Bayerri i Bertomeu
Enric Bayerri i Bertomeu (Jesús, 1882 - 23 de setembre de 1958) va ser un historiador tortosí nascut a Jesús.

## Biografia
Va estudiar uns anys amb els jesuïtes fins que va abandonar la seva carrera eclesiàstica. Després es va dedicar uns anys al món de l'ensenyament i el periodisme, escrivint sempre en publicacions de caràcter dretà i catòlic. De jove va dirigir el periòdic carlista La Tradición. El seu interès per la història local el va portar l'any 1921 a ser designat director del Museu i Arxiu Municipal de Tortosa, càrrec que desenvolupà fins a la seva mort, a excepció del període de la II República i tota la Guerra Civil Espanyola.
Un cop acabat el conflicte, i després de ser alliberat de la presó, tornà a ser designat director del Museu-Arxiu i es va encarregar de la recuperació i ordenació dels arxius eclesiàstics de Tortosa, traslladats fora de la ciutat per a salvar-los de la destrucció l'any 1938 i retornats amb un cert desgavell organitzatiu.
La seva tasca com a historiador estigué directament relacionada amb la seva vida professional al capdavant del Museu i Arxiu Municipal de Tortosa i es mostra clarament reflectida en la seva monumental obra, Historia de Tortosa y su comarca, la qual conté en alguns dels seus nou volums interessants notícies del passat artístic de Tortosa i el seu territori més proper.
La seva principal aportació a la història de l'art és el llibre Los códices medievales de la catedral de Tortosa, editat pòstumament l'any 1962 i on fa un detallat inventari dels còdexs i biblioteca catedralícia. Amb aquesta publicació es culminava un llarg procés de classificació del fons bibliogràfic medieval, un dels més importants de Catalunya. Entre la seva obra hi figura el Refraner català de la comarca de Tortosa. A més defensar la hipòtesi que Cristòfol Colom era de Tortosa amb el llibre Colón tal cual fué. Va morir el 23 de setembre de 1958.
El març de 2009 l'Associació Historiador Enric Bayerri, amb seu al carrer Montcada de Tortosa, davant de la seua imminent dissolució decidia dipositar el llegat de l'historiador (320 lligalls que inclouen notes manuscrites, correspondència i retalls de premsa) a l'Arxiu Comarcal del Baix Ebre.

## Obra
Enric Bayerri i Bertomeu té una extensa obra publicada entre la qual destaquen títols com 
- Els còdexs medievals de la catedral de Tortosa (1962),
- el Refraner català de la comarca de Tortosa, editat el 1936 i reeditat el 1979 en quatre volums,
- Història de Tortosa i la seua comarca (1933-1959),
- La geografía histórico-toponímica de la España ibero-romana o
- Colón tal cual fué (1961) on defensava la hipòtesi que Cristòfol Colom era de Tortosa, basant-se en fets com que a l'època dels Reis Catòlics a Tortosa hi havia una illa enmig del riu que s'anomenava l'illa de Gènova, entre d'altres.

Un carrer de Tortosa, vora l'Ajuntament de la ciutat porta el seu nom.